# Stadion Neufeld
Stadion Neufeld je víceúčelový stadion sloužící zejména pro fotbal a atletiku v Bernu. Pojme 14 000 diváků. Domácí zápasy zde hraje fotbalový klub FC Bern.
Stadion byl také použit při Mistrovství Evropy v atletice 1954.
Během výstavbě nového stadionu Stade de Suisse v letech 2001 až 2005 využíval tento stadion fotbalový tým BSC Young Boys. V roce 2009 převzala provoz a údržbu stadionu společnost Stade de Suisse AG. Pro mládežnické týmy BSC Young Boys byla vytvořena další hřiště s umělým trávníkem (dvě velká fotbalová hřiště, dvě malá tréninková hřiště a basketbalové hřiště).